# Ema (fiume)
(Dante Alighieri, Divina Commedia, Paradiso, canto XVI vv. 140-144)
L'Ema è un corso d'acqua della provincia di Firenze.
È lungo circa 27 chilometri ed attraversa i comuni di Bagno a Ripoli, Impruneta, Greve in Chianti e Firenze. Scaturisce dalla confluenza di tre fossi situati nei pressi di Poggio alla Croce; lungo il percorso viene arricchito dalle acque dei suoi principali affluenti, i torrenti Isone, Rimezzano e il torrente Grassina.

## Località Ponte a Ema
Nella località Ponte a Ema, il ponte sull'Ema, che segna il confine tra il comune di Bagno a Ripoli e il comune di Firenze e sul quale passa la via di Campigliano, fu bombardato e abbattuto durante la Seconda guerra mondiale e successivamente ricostruito.